# 434180 Brosens
434180 Brosens è un asteroide della fascia principale. Scoperto nel 2002, presenta un'orbita caratterizzata da un semiasse maggiore pari a 2,280897 UA e da un'eccentricità di 0,205756, inclinata di 3,794032° rispetto all'eclittica.